# Christine Falkenland
Christine Anna Lilian Falkenland, född 21 april 1967 i Örgryte, är en svensk författare. Hon har skrivit lyrik, romaner och barnböcker.

## Biografi
Christine Falkenland var yngst i en syskonskara på tre; båda föräldrarna Rolf Falkenland (1936–) och Lilian (1937–1993) var läroboksförfattare.  Falkenland har rötter i Dalsland och växte upp i Mellerud, där familjen bodde på Bergs säteri.  Somrarna tillbringades på Smögen i Bohuslän. Schartauanismen hade sedan 1800-talet ett starkt fäste i Bohuslän och Christine Falkenland som var en religiöst sökande tonåring började på prästgymnasium i Göteborg. Där fanns ett tydligt motstånd mot kvinnliga präster, vilket fick till följd att hon slutade. Hon flyttade då till Stockholm och blev krönikör i Svenska Dagbladet. Christine Falkenland är utbildad skrivpedagog och bor i Göteborg.

## Författarskap
Debuten kom 1991 med diktsamlingen Illusio. Dikterna var självförstörande, passionerade och laddade. Illusio betyder djävulsuppenbarelse Flera av dessa dikter ingick i antologin Grupp 90 som utkom året innan. Därefter gav hon ut ytterligare tre diktsamlingar i snabb takt, Huvudskalleplatsen, Ve och Blodbok. Hennes språk är ålderdomligt och präglat av Bibeln. Dikterna uttrycker smärta, passion, ångest, svartsjuka, nedstämdhet och längtan efter Gud. Diktsamlingen Blodbok kom ut två år efter att Christine Falkenlands mor avlidit efter en lång sjukdomsperiod. Blodbok anses vara hennes "naknaste, hemskaste och vackraste". Dessa fyra första diktsamlingar publicerades i pocketutgåvan 4 x dikter, 1999. Falkenland hade då blivit en av Sveriges mest uppmärksammade yngre kvinnliga författare, vars dikter kännetecknades av bland annat dekadens och svårmod.
Den första romanen Släggan och städet utkom 1996, en berättelse om en ung flickas kärlekslösa uppväxt vilken kompenseras med sex och erotik. Kritiken var lysande och hon liknades vid Henry Miller för detta, men även med Emilie Flygare-Carlén för beskrivningen av den Bohuslänska skärgården där romanen utspelar sig.  Året därpå kom Skärvor av en sönderslagen spegel, varpå följde Min skugga (1998) och Själens begär (2000). De fyra romanerna bör betraktas som en helhet och gavs 2008 ut under titeln 4 x prosa. Christine Falkenland skriver själv i sitt efterord "Idag ser jag nog dessa fyra romaner som delar eller skärvor." Några av hennes romaner utspelar sig  i det bohuslänska landskapet kring förra sekelskiftet. Hon har i sitt omfattande författarskap skrivit om det kvinnliga utanförskapet och om förhållandet mellan kön, själ och samhälle. Romanen Öde (2003) innehåller bland annat en psykoanalytisk samtalsbehandling som huvudpersonen Siri hoppas ska ge henne svaret på sitt komplicerade förhållande till modern. För Öde  tilldelades Christine Falkenland Svenska Dagbladets litteraturpris, Sverige Radios Romanpris  och Göteborgs stads författarstipendium. I romanen Trasdockan (2006)  skildras uppväxten och skolgången i Mellerud.  Romanen handlar om poeten Ylva som återvänder till sin hembygd och upplever utfrysning och destruktiv kärlek. Romanen ses som hennes "svartaste" bok, en dystopi.  Vinterträdgården (2008) har en ljusare ton än hennes tidigare romaner, förbjuden och destruktiv kärlek till trots. Sfinx (2011) är en brevroman där huvudpersonen skriver brev till sin exmakes nya hustru. Avundsjuka och bitterhet tar allt mer plats i hennes liv och romanen kan betraktas som en psykologisk thriller. 
Christine Falkenland säger själv att tron är en viktig ingång till hennes författarskap. Redan vid fjorton års ålder blev hon övertygad kristen och läste hela Bibeln, som hon anser är både en litterär och andlig bok, med ett fantastiskt språk. Sitt författarskap beskriver hon ibland som ett kall och att hon skriver i "Herrens tjänst". Den kända psalmen Ett brustet halleluja publicerades 2003 först som en dikt på krönikerplats i tidningen Dagen, där hon arbetat en längre tid. Psalmen kan ses som en modern trosbekännelse men också som en öppning till hennes författarskap. Leonard Cohen använde i sin sång "Hallelujah" från 1984 samma fras, det vill säga "broken halleluja". Ett brustet halleluja tonsattes senare av Magnus Hördegård och infördes i  Psalmer i 2000-talet. Christine Falkenland har också skrivit  musiklibretton för Svenska kyrkan – Rekviem (2008) och Levande vatten – doporatorium (2009).
Barnböckerna skrev hon när hon själv blivit förälder i samarbete med illustratörerna Ane Lysebo och Mimmi Tollerup. "Att skriva barnböcker är en svår men helt ångestbefriad sysselsättning. Det är bara kul jobb, till skillnad från vuxenböckerna som föds efter mödosamt grävande i mörka vrår".
Christine Falkenland har översatts till ett tiotal språk, bland annat till danska, franska, italienska, polska, tyska, rumänska, nederländska, serbiska, arabiska och ukrainska.

### Lyrik
- 1991 – Illusio, Stockholm: Gedin, ISBN 91-7964-092-3
- 1992 – Huvudskalleplatsen, Stockholm: Gedin, ISBN 91-7964-123-7
- 1994 – Ve, Stockholm: Gedin, ISBN 91-7964-148-2
- 1995 – Blodbok, Stockholm: Gedin, ISBN 91-7964-171-7
- 1999 – 4 x dikter, Stockholm: Wahlström & Widstrand, ISBN 91-46-17510-5
- 2004 – Om honom, Stockholm: Wahlström & Widstrand, ISBN 91-46-20398-2

### Romaner
- 1996 – Släggan och städet, Stockholm: Gedin, ISBN 91-7964-240-3
- 1997 – Skärvor av en sönderslagen spegel, Stockholm: Gedin, ISBN 91-7964-233-0
- 1998 – Min skugga, Stockholm: Wahlström & Widstrand, ISBN 91-46-17380-3
- 2000 – Själens begär, Stockholm: Wahlström & Widstrand, ISBN 91-46-17751-5
- 2003 – Öde, Stockholm: Wahlström & Widstrand, ISBN 91-46-20241-2
- 2006 – Trasdockan, Stockholm: Wahlström & Widstrand, ISBN 9146212191
- 2008 – Vinterträdgården, Stockholm: Wahlström & Widstrand, ISBN 9789146218142
- 2011 – Sfinx, Stockholm: Wahlström & Widstrand, ISBN 9789146221036
- 2012 – 4 x prosa, Stockholm: Wahlström & Widstrand, ISBN 9789146218166
- 2014 – Spjärna mot udden, Stockholm: Wahlström & Widstrand, ISBN 9789146225447
- 2018 – Själasörjaren, Stockholm: Wahlström & Widstrand, ISBN 9789146234043

### Barn- och ungdomsböcker
- 2005 – Albert och fiolen, Stockholm: Eriksson & Lindgren, ISBN 91-85199-37-0
- 2006 – Dansa Dixi, Stockholm: Eriksson & Lindgren, ISBN 91-85199-73-7
- 2007 – Josefs resa, Stockholm: Eriksson & Lindgren, ISBN 9789173770019
- 2008 – Vill du gifta dej med mej?, Stockholm: Eriksson & Lindgren, ISBN 9789173770163

### Övrigt
- 2003 – "Brustet halleluja", psalm 911 i Psalmer i 2000-talet, Stockholm: Verbum, ISBN 91-526-2857-4
- 2004 – Miserere  [Musiktryck] : for reciter, chamber ensemble and tape till musik av tonsättaren Axel Englund, Stockholm : STIM/Svensk musik
- 2004 – Längtan korslagd [Musiktryck]: for soprano, viola and harpsichord till musik av tonsättaren Axel Englund, Stockholm :STIM/Svensk musik
- 2007 – Rekviem [Libretto], musik av kompositören Jan Sandström
- 2009 – Levande vatten - ett oratorium om dopet [Libretto] med musik av Stefan Klaverdal

## Priser och utmärkelser
- 1998 – Wahlström & Widstrands litteraturpris
- 2003 – Svenska Dagbladets litteraturpris
- 2004 – Anders Frostensson stiftelsen Psalm och sång stipendium
- 2004 – Svenska kyrkans kulturråds stipendium
- 2004 – Sveriges Radios Romanpris
- 2005 – Göteborgs Stads författarstipendium
- 2006 – Dalslands litteraturpris
- 2007 – Stipendium ur Lena Vendelfelts minnesfond
- 2009 – De Nios Vinterpris
- 2010 – Anders Frostensson stiftelsen Psalm och sång stipendium
- 2014 – Albert Bonniers Stipendiefond
- 2015 – Anders Frostensson stiftelsen Psalm och sång stipendium
- 2016 – Stipendium från Västra götalands kulturnämnd
- 2018 – Stipendium ur Lena Vendelfelts minnesfond
- 2019 – Sigtunastiftelsens författarstipendium
- 2020 – AIR Litteratur Västra Götalands vistelsestipendium
- 2020 – Göteborgs Stads författarstipendium